# کنیچی تاکیتو
کنیچی تاکیتو (انگلیسی: Kenichi Takitō؛ زادهٔ ۲ نوامبر ۱۹۷۷ در ناگویا) هنرپیشه اهل ژاپن است. وی از سال ۱۹۹۸ میلادی تاکنون مشغول فعالیت بوده‌است.